# 头
头（head）又称头部，在解剖学上是指动物的吻端部分。不同类动物头部范围不尽相同，例如脊椎动物亚门头部通常有脑、眼、耳、鼻、口、额、颊、颔等器官，用以协助各种感官功能，如视觉、听觉、嗅觉、味觉）；但螯肢亚门头部，因体节愈合，而为头胸部。有些非常低等的动物可能没有头部，但多数两侧对称动物都有头。

## 人類的頭
人类头部分为颅部和面部，此处的“颅部”是指脑颅。口語「頭顱」也是泛稱人的頭部。

### 頭骨

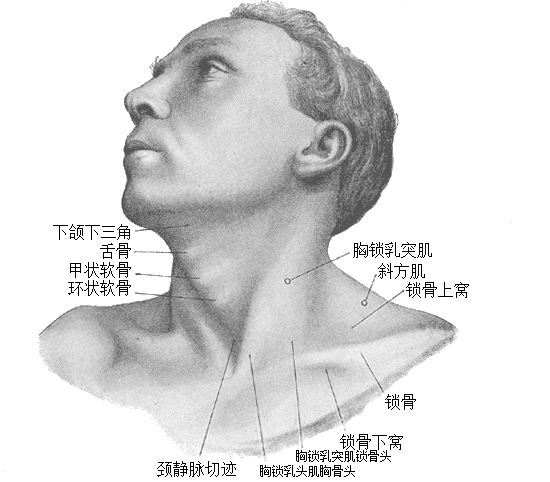
人類的頭。 Fig.1194, from Gray's Anatomy

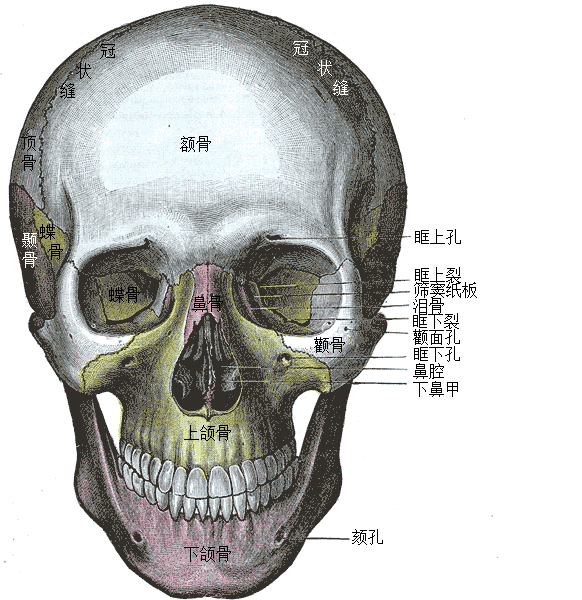
一個成人的頭骨。 Fig.190, from Gray's Anatomy

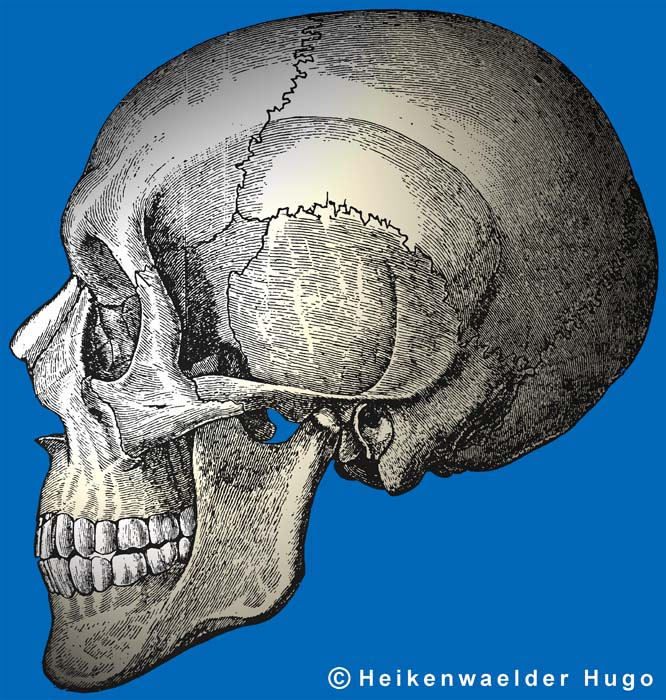
Heikenwaelder Hugo : Skull

人类头骨（skull）即为“广义的颅骨（cranium）”，可分為8块脑顱骨（neurocranium）与14块面颅骨（viscerocranium），并不计入听小骨。
用以分辨哺乳動物及非哺乳動物的特徵是哺乳動物中耳裡有三塊小骨頭（稱為听小骨）：锤骨、砧骨、鐙骨，這三塊小骨頭是對哺乳動物的聽覺十分重要的部分，它們是由爬行動物的兩塊頜骨進化而來的。其他動物的耳只有一塊骨頭，常稱為耳柱骨（columella）。

## 延伸阅读
[在维基数据编辑]
 《欽定古今圖書集成·明倫彙編·人事典·頭部》，出自陈梦雷《古今圖書集成》
- Mike Hunt, Human Evolution: An Introduction to Man's Adaptations（4th edition）, ISBN 0-202-02042-8
- Lieberman, Daniel E. . Harvard University Press. 3 May 2011  [2021-12-11]. ISBN 978-0-674-05944-3. （原始内容存档于2022-05-02）.

## 外部連結
- The anatomy of a head injury